# Devoir d'état
Le catholicisme nomme devoir d’état les obligations particulières de chacun par suite de son état, de sa condition et de la situation qu’il occupe.

## Exemples
"Par exemple, dans le quatrième commandement, sous le nom de père et de mère, sont compris encore tous nos supérieurs, et ainsi de ce commandement dérivent tous les devoirs d’obéissance, d’amour et de respect des inférieurs envers leurs supérieurs, et tous les devoirs de vigilance qu’ont les supérieurs envers leurs inférieurs" (Catéchisme de Pie X, 1906, chapitre 5, paragraphe 1).
Le devoir d'état peut s'opposer à la notion de "Vocation" dont la quête est le devoir de tout baptisé.

## Précisions
Le concept inclut les devoirs de fidélité, de sincérité, de justice, d’équité, en les faisant dériver du septième, du huitième et du dixième commandements qui défendent toute fraude, injustice, négligence et duplicité.
Il s'y ajoute des devoirs des personnes consacrées à Dieu, dérivant du second commandement : ils ordonnent d’accomplir les vœux et les promesses faites à Dieu.